# ATP Tour 1996
L’edizione 1996 dell'ATP Tour è iniziata il 1º gennaio con i tornei Australian Men's Hardcourt Championships 1996 e Qatar ExxonMobil Open e si è conclusa il 19 novembre con gli ATP Tour World Championships.
L'ATP Tour è una serie di tornei che include quelli del Grande Slam, la Coppa Davis e la Grand Slam Cup (organizzati in collaborazione con l'International Tennis Federation), i tornei dell'ATP Super 9, dell'ATP Championship Series, della World Team Cup, dell'ATP Tour World Championships e dell'ATP World Series.

## Calendario
Legenda
| Grande Slam             |
| ATP Super 9             |
| ATP Championship Series |
| ATP World Series        |
| Torneo a squadre        |
| Torneo di fine anno     |

### Gennaio
| Settimana  | Torneo | Vincitore                                | Finalista                      | Semifinalisti                  | Eliminati ai quarti                                              |
| ---------- | --- | ---------------------------------------- | ------------------------------ | ------------------------------ | ---------------------------------------------------------------- |
| 1º gennaio | Australian Men's Hardcourt Championships 1996 Adelaide, Australia 303 000 $ - Cemento - 32S/16D Singolare - Doppio | Evgenij Kafel'nikov 7-6(0) 3-6 6-1       | Byron Black                    | Javier Frana Martin Damm       | Greg Rusedski Renzo Furlan Henrik Holm Daniel Vacek              |
| 1º gennaio | Australian Men's Hardcourt Championships 1996 Adelaide, Australia 303 000 $ - Cemento - 32S/16D Singolare - Doppio | Todd Woodbridge Mark Woodforde 7-5 7-6   | Jonas Björkman Tommy Ho        | Javier Frana Martin Damm       | Greg Rusedski Renzo Furlan Henrik Holm Daniel Vacek              |
| 1º gennaio | Qatar ExxonMobil Open 1996 Doha, Qatar 600 000 $ - Cemento - 32S/16D Singolare - Doppio                            | Petr Korda 7–6(5) 2-6 7–6(5)             | Younes El Aynaoui              | Thomas Muster David Prinosil   | Adrian Voinea Guillaume Raoux Magnus Larsson Nicolás Pereira     |
| 1º gennaio | Qatar ExxonMobil Open 1996 Doha, Qatar 600 000 $ - Cemento - 32S/16D Singolare - Doppio                            | Mark Knowles Daniel Nestor 7-6 6-3       | Jacco Eltingh Paul Haarhuis    | Thomas Muster David Prinosil   | Adrian Voinea Guillaume Raoux Magnus Larsson Nicolás Pereira     |
| 8 gennaio  | Jakarta Open 1996 Giacarta, Indonesia 303 000 $ - Cemento - 32S/16D Singolare - Doppio                             | Sjeng Schalken 6-3 6-2                   | Younes El Aynaoui              | Paul Haarhuis Michael Joyce    | Guillaume Raoux Emilio Sánchez Mikael Tillström Gilbert Schaller |
| 8 gennaio  | Jakarta Open 1996 Giacarta, Indonesia 303 000 $ - Cemento - 32S/16D Singolare - Doppio                             | Rick Leach Scott Melville 6-1 2-6 6-1    | Kent Kinnear Dave Randall      | Paul Haarhuis Michael Joyce    | Guillaume Raoux Emilio Sánchez Mikael Tillström Gilbert Schaller |
| 8 gennaio  | Sydney International 1996 Sydney Australia 303 000 $ - Cemento - 32S/16D Singolare - Doppio                        | Todd Martin 5-7 6-3 6-4                  | Goran Ivanišević               | Todd Woodbridge Greg Rusedski  | Mark Woodforde Jason Stoltenberg Richard Fromberg Scott Draper   |
| 8 gennaio  | Sydney International 1996 Sydney Australia 303 000 $ - Cemento - 32S/16D Singolare - Doppio                        | Ellis Ferreira Jan Siemerink 5-7 6-4 6-1 | Patrick McEnroe Sandon Stolle  | Todd Woodbridge Greg Rusedski  | Mark Woodforde Jason Stoltenberg Richard Fromberg Scott Draper   |
| 8 gennaio  | Heineken Open 1996 Auckland, Nuova Zelanda 303 000 $ - Cemento - 32S/16D Singolare - Doppio                        | Jiří Novák 6-4 6-4                       | Brett Steven                   | Javier Frana Guy Forget        | Jaime Yzaga Hernán Gumy David Rikl MaliVai Washington            |
| 8 gennaio  | Heineken Open 1996 Auckland, Nuova Zelanda 303 000 $ - Cemento - 32S/16D Singolare - Doppio                        | Marcos Ondruska Jack Waite walkover      | Björkman Brett Steven          | Javier Frana Guy Forget        | Jaime Yzaga Hernán Gumy David Rikl MaliVai Washington            |
| 15 gennaio | Australian Open 1996 Melbourne, Australia 3 180 318 $ - Cemento - 128S/64D Singolare - Doppio - Doppio misto       | Boris Becker 6-2 6-4 2-6 6-2             | Michael Chang                  | Mark Woodforde Andre Agassi    | Thomas Enqvist Evgenij Kafel'nikov Mikael Tillström Jim Courier  |
| 15 gennaio | Australian Open 1996 Melbourne, Australia 3 180 318 $ - Cemento - 128S/64D Singolare - Doppio - Doppio misto       | Stefan Edberg Petr Korda 7-5 7-5 4-6 6-1 | Sébastien Lareau Alex O'Brien  | Mark Woodforde Andre Agassi    | Thomas Enqvist Evgenij Kafel'nikov Mikael Tillström Jim Courier  |
| 29 gennaio | Croatian Indoors 1996 Zagabria, Croazia 375 000 $ - Sintetico (i) - 32S/16D Singolare - Doppio                     | Goran Ivanišević 3-6 6-3 6-2             | Cédric Pioline                 | Guy Forget Marc-Kevin Goellner | Adrian Voinea Carl-Uwe Steeb Filip Dewulf Guillaume Raoux        |
| 29 gennaio | Croatian Indoors 1996 Zagabria, Croazia 375 000 $ - Sintetico (i) - 32S/16D Singolare - Doppio                     | Menno Oosting Libor Pimek 6-3 7-6        | Martin Damm Hendrik Jan Davids | Guy Forget Marc-Kevin Goellner | Adrian Voinea Carl-Uwe Steeb Filip Dewulf Guillaume Raoux        |
| 29 gennaio | Shanghai Open 1996 Shanghai, Cina 303 000 $ - Sintetico (i) - 32S/16D Singolare - Doppio                           | Andrej Ol'chovskij 7–6(5) 6-2            | Mark Knowles                   | Michael Tebbutt Tim Henman     | Jeff Tarango Marcos Ondruska Cristiano Caratti Mark Petchey      |
| 29 gennaio | Shanghai Open 1996 Shanghai, Cina 303 000 $ - Sintetico (i) - 32S/16D Singolare - Doppio                           | Mark Knowles Roger Smith 4–6, 6–2, 7–6   | Jim Grabb Michael Tebbutt      | Michael Tebbutt Tim Henman     | Jeff Tarango Marcos Ondruska Cristiano Caratti Mark Petchey      |

### Febbraio
| Settimana   | Torneo | Vincitore                                      | Finalista                         | Semifinalisti                     | Eliminati ai quarti                                            |
| ----------- | --- | ---------------------------------------------- | --------------------------------- | --------------------------------- | -------------------------------------------------------------- |
| 12 febbraio | Dubai Tennis Championships 1996 Dubai, Emirati Arabi Uniti 1 014 250 $ - Cemento - 32S/16D Singolare - Doppio   | Goran Ivanišević 6-4 6-3                       | Albert Costa                      | Javier Sánchez David Prinosil     | Sandon Stolle Hendrik Jan Davids Wayne Ferreira Thomas Enqvist |
| 12 febbraio | Dubai Tennis Championships 1996 Dubai, Emirati Arabi Uniti 1 014 250 $ - Cemento - 32S/16D Singolare - Doppio   | Byron Black Grant Connell 6-0 6-1              | Karel Nováček Jiří Novák          | Javier Sánchez David Prinosil     | Sandon Stolle Hendrik Jan Davids Wayne Ferreira Thomas Enqvist |
| 12 febbraio | Open 13 1996 Marsiglia, Francia 514 250 $ - Cemento (i) - 32S/16D Singolare - Doppio                            | Guy Forget 7-5 6-4                             | Cédric Pioline                    | Tomás Carbonell Hendrik Dreekmann | Stéphane Simian Adrian Voinea Filip Dewulf Sergi Bruguera      |
| 12 febbraio | Open 13 1996 Marsiglia, Francia 514 250 $ - Cemento (i) - 32S/16D Singolare - Doppio                            | Jean-Philippe Fleurian Guillaume Raoux 6-3 6-2 | Marius Barnard Peter Nyborg       | Tomás Carbonell Hendrik Dreekmann | Stéphane Simian Adrian Voinea Filip Dewulf Sergi Bruguera      |
| 12 febbraio | Sybase Open 1996 San Jose, California, USA 303 000 $ - Cemento (i) - 32S/16D Singolare - Doppio                 | Pete Sampras 6-2 6-3                           | Andre Agassi                      | Michael Chang Ján Krošlák         | Richey Reneberg Jason Stoltenberg Vince Spadea Greg Rusedski   |
| 12 febbraio | Sybase Open 1996 San Jose, California, USA 303 000 $ - Cemento (i) - 32S/16D Singolare - Doppio                 | Trevor Kronemann David Macpherson 6-4 3-6 6-3  | Richey Reneberg Jonathan Stark    | Michael Chang Ján Krošlák         | Richey Reneberg Jason Stoltenberg Vince Spadea Greg Rusedski   |
| 19 febbraio | European Community Championship 1996 Anversa, Belgio 875 000 $ - Sintetico (i) - 32S/16D Singolare - Doppio     | Michael Stich 6-3 6-2 7–6(5)                   | Goran Ivanišević                  | Boris Becker Andrij Medvedjev     | Francisco Clavet Renzo Furlan Richard Krajicek Marc Rosset     |
| 19 febbraio | European Community Championship 1996 Anversa, Belgio 875 000 $ - Sintetico (i) - 32S/16D Singolare - Doppio     | Jonas Björkman Nicklas Kulti 6-4 6-4           | Evgenij Kafel'nikov Menno Oosting | Boris Becker Andrij Medvedjev     | Francisco Clavet Renzo Furlan Richard Krajicek Marc Rosset     |
| 19 febbraio | Kroger St. Jude International 1996 Memphis, Tennessee, USA 683 000 $ - Cemento (i) - 48S/24D Singolare - Doppio | Pete Sampras 6-4 7–6(2)                        | Todd Martin                       | Michael Chang Mark Philippoussis  | Mark Woodforde MaliVai Washington Thomas Enqvist Jiří Novák    |
| 19 febbraio | Kroger St. Jude International 1996 Memphis, Tennessee, USA 683 000 $ - Cemento (i) - 48S/24D Singolare - Doppio | Mark Knowles Daniel Nestor 7-6 1-6 6-4         | Todd Woodbridge Mark Woodforde    | Michael Chang Mark Philippoussis  | Mark Woodforde MaliVai Washington Thomas Enqvist Jiří Novák    |
| 26 febbraio | U.S. Pro Indoor 1996 Filadelfia, Pennsylvania, USA 589 250 $ - Sintetico (i) - 32S/16D Singolare - Doppio       | Jim Courier 6-4 6-3                            | Chris Woodruff                    | Todd Woodbridge Mark Woodforde    | Tomás Carbonell Marcelo Ríos Jason Stoltenberg Byron Black     |
| 26 febbraio | U.S. Pro Indoor 1996 Filadelfia, Pennsylvania, USA 589 250 $ - Sintetico (i) - 32S/16D Singolare - Doppio       | Todd Woodbridge Mark Woodforde 7-6 6-2         | Byron Black Grant Connell         | Todd Woodbridge Mark Woodforde    | Tomás Carbonell Marcelo Ríos Jason Stoltenberg Byron Black     |
| 26 febbraio | Milan Indoor 1996 Milano, Italia 689 250 $ - Sintetico (i) - 32S/16D Singolare - Doppio                         | Goran Ivanišević 6-3 7–6(3)                    | Marc Rosset                       | Evgenij Kafel'nikov Guy Forget    | Renzo Furlan Daniel Vacek Adrian Voinea Andrij Medvedjev       |
| 26 febbraio | Milan Indoor 1996 Milano, Italia 689 250 $ - Sintetico (i) - 32S/16D Singolare - Doppio                         | Andrea Gaudenzi Goran Ivanišević 6-4 7-5       | Guy Forget Jakob Hlasek           | Evgenij Kafel'nikov Guy Forget    | Renzo Furlan Daniel Vacek Adrian Voinea Andrij Medvedjev       |

### Marzo
| Settimana | Torneo | Vincitore                                      | Finalista                        | Semifinalisti                       | Eliminati ai quarti                                             |
| --------- | --- | ---------------------------------------------- | -------------------------------- | ----------------------------------- | --------------------------------------------------------------- |
| 4 marzo   | Tennis Channel Open 1996 Scottsdale, Arizona, USA 303 000 $ - Cemento - 32S/16D Singolare - Doppio             | Wayne Ferreira 2-6 6-3 6-3                     | Marcelo Ríos                     | Alberto Berasategui Sandon Stolle   | Justin Gimelstob Richey Reneberg Albert Costa Stefan Edberg     |
| 4 marzo   | Tennis Channel Open 1996 Scottsdale, Arizona, USA 303 000 $ - Cemento - 32S/16D Singolare - Doppio             | Patrick Galbraith Rick Leach 5-7 7-5 7-5       | Richey Reneberg Brett Steven     | Alberto Berasategui Sandon Stolle   | Justin Gimelstob Richey Reneberg Albert Costa Stefan Edberg     |
| 4 marzo   | Rotterdam Open 1996 Rotterdam, Paesi Bassi 725 000 $ - Sintetico (i) - 32S/16D Singolare - Doppio              | Goran Ivanišević 6-4 3-6 6-3                   | Evgenij Kafel'nikov              | Tim Henman Guillaume Raoux          | Pete Sampras Cédric Pioline Marc Rosset Martin Damm             |
| 4 marzo   | Rotterdam Open 1996 Rotterdam, Paesi Bassi 725 000 $ - Sintetico (i) - 32S/16D Singolare - Doppio              | David Adams Marius Barnard 6-3 5-7 7-6         | Hendrik Jan Davids Cyril Suk     | Tim Henman Guillaume Raoux          | Pete Sampras Cédric Pioline Marc Rosset Martin Damm             |
| 4 marzo   | Abierto Mexicano de Tenis 1996 Città del Messico, Messico 305 000 $ - Terra rossa - 32S/16D Singolare - Doppio | Thomas Muster 7–6(3) 6-2                       | Jiří Novák                       | Francisco Clavet Fernando Meligeni  | Alejandro Hernández Javier Frana Javier Sánchez Andrea Gaudenzi |
| 4 marzo   | Abierto Mexicano de Tenis 1996 Città del Messico, Messico 305 000 $ - Terra rossa - 32S/16D Singolare - Doppio | Donald Johnson Francisco Montana 6-2 6-4       | Nicolás Pereira Emilio Sánchez   | Francisco Clavet Fernando Meligeni  | Alejandro Hernández Javier Frana Javier Sánchez Andrea Gaudenzi |
| 11 marzo  | Copenaghen Open 1996 Copenaghen, Danimarca 203 000 $ - Sintetico (i) - 32S/16D Singolare - Doppio              | Cédric Pioline 6-2 7–6(7)                      | Kenneth Carlsen                  | Tim Henman Johan Van Herck          | Martin Sinner Mikael Tillström Filip Dewulf Magnus Gustafsson   |
| 11 marzo  | Copenaghen Open 1996 Copenaghen, Danimarca 203 000 $ - Sintetico (i) - 32S/16D Singolare - Doppio              | Libor Pimek Byron Talbot 7-6 3-6 6-3           | Wayne Arthurs Andrew Kratzmann   | Tim Henman Johan Van Herck          | Martin Sinner Mikael Tillström Filip Dewulf Magnus Gustafsson   |
| 11 marzo  | Champions Cup and the Evert Cup 1996 , California, USA 1 950 000 $ - Cemento - 56S/28D Singolare - Doppio      | Michael Chang 7-5 6-1 6-1                      | Paul Haarhuis                    | Goran Ivanišević Marcelo Ríos       | Pete Sampras Carlos Costa Andre Agassi Wayne Ferreira           |
| 11 marzo  | Champions Cup and the Evert Cup 1996 , California, USA 1 950 000 $ - Cemento - 56S/28D Singolare - Doppio      | Todd Woodbridge Mark Woodforde 6-3 6-4         | Brian MacPhie Michael Tebbutt    | Goran Ivanišević Marcelo Ríos       | Pete Sampras Carlos Costa Andre Agassi Wayne Ferreira           |
| 18 marzo  | St. Petersburg Open 1996 San Pietroburgo, Russia 300 000 $ - Sintetico (i) - 32S/16D Singolare - Doppio        | Magnus Gustafsson 6-2 7–6(4)                   | Evgenij Kafel'nikov              | Filip Dewulf Lars Burgsmüller       | Jeff Tarango Mikael Tillström David Prinosil Daniel Vacek       |
| 18 marzo  | St. Petersburg Open 1996 San Pietroburgo, Russia 300 000 $ - Sintetico (i) - 32S/16D Singolare - Doppio        | Evgenij Kafel'nikov Andrej Ol'chovskij 6-3 6-4 | Nicklas Kulti Peter Nyborg       | Filip Dewulf Lars Burgsmüller       | Jeff Tarango Mikael Tillström David Prinosil Daniel Vacek       |
| 18 marzo  | Miami Open 1996 Florida, USA 2 300 000 $ - Cemento - 96S/48D Singolare - Doppio                                | Andre Agassi 3-0 Rit                           | Goran Ivanišević                 | Arnaud Boetsch Pete Sampras         | Jim Courier Michael Joyce Michael Chang Vince Spadea            |
| 18 marzo  | Miami Open 1996 Florida, USA 2 300 000 $ - Cemento - 96S/48D Singolare - Doppio                                | Todd Woodbridge Mark Woodforde 6-3 6-7 7-6     | Ellis Ferreira Patrick Galbraith | Arnaud Boetsch Pete Sampras         | Jim Courier Michael Joyce Michael Chang Vince Spadea            |
| 25 marzo  | Grand Prix Hassan II 1996 Casablanca, Marocco 203 000 $ - Terra rossa - 32S/16D Singolare - Doppio             | Tomás Carbonell 7-5 1-6 6-2                    | Gilbert Schaller                 | Alberto Berasategui Andrej Česnokov | Richard Fromberg Jiří Novák Magnus Norman Carlos Moyá           |
| 25 marzo  | Grand Prix Hassan II 1996 Casablanca, Marocco 203 000 $ - Terra rossa - 32S/16D Singolare - Doppio             | Jiří Novák David Rikl 7-6 6-3                  | Tomás Carbonell Francisco Roig   | Alberto Berasategui Andrej Česnokov | Richard Fromberg Jiří Novák Magnus Norman Carlos Moyá           |

### Aprile
| Settimana | Torneo | Vincitore                                        | Finalista                      | Semifinalisti                    | Eliminati ai quarti                                                   |
| --------- | --- | ------------------------------------------------ | ------------------------------ | -------------------------------- | --------------------------------------------------------------------- |
| 8 aprile  | Hong Kong Open 1996 Hong Kong, Hong Kong 303 000 $ - Cemento - 32S/16D Singolare - Doppio                                 | Pete Sampras 6-4 3-6 6-4                         | Michael Chang                  | Jan Siemerink Todd Woodbridge    | David Prinosil Shūzō Matsuoka Richard Krajicek Martin Damm            |
| 8 aprile  | Hong Kong Open 1996 Hong Kong, Hong Kong 303 000 $ - Cemento - 32S/16D Singolare - Doppio                                 | Patrick Galbraith Andrej Ol'chovskij 6-3 6-7 7-6 | Kent Kinnear Dave Randall      | Jan Siemerink Todd Woodbridge    | David Prinosil Shūzō Matsuoka Richard Krajicek Martin Damm            |
| 8 aprile  | Estoril Open 1996 Estoril, Portogallo 600 000 $ - Terra rossa - 32S/16D Singolare - Doppio                                | Thomas Muster 7–6(4) 6-4                         | Andrea Gaudenzi                | Àlex Corretja Paul Haarhuis      | Francisco Clavet Carlos Costa Richard Fromberg Tomás Carbonell        |
| 8 aprile  | Estoril Open 1996 Estoril, Portogallo 600 000 $ - Terra rossa - 32S/16D Singolare - Doppio                                | Tomás Carbonell Francisco Roig 6-3 6-2           | Tom Nijssen Greg Van Emburgh   | Àlex Corretja Paul Haarhuis      | Francisco Clavet Carlos Costa Richard Fromberg Tomás Carbonell        |
| 8 aprile  | McDowell Open 1996 Nuova Delhi, India 405 000 $ - Cemento - 32S/16D Singolare - Doppio                                    | Thomas Enqvist 6-2 7–6(3)                        | Byron Black                    | Jonathan Stark Alex Rădulescu    | Jean-Philippe Fleurian Sandon Stolle Cristiano Caratti Jérôme Golmard |
| 8 aprile  | McDowell Open 1996 Nuova Delhi, India 405 000 $ - Cemento - 32S/16D Singolare - Doppio                                    | Jonas Björkman Nicklas Kulti 4-6 6-4 6-4         | Byron Black Sandon Stolle      | Jonathan Stark Alex Rădulescu    | Jean-Philippe Fleurian Sandon Stolle Cristiano Caratti Jérôme Golmard |
| 15 aprile | Torneo Godó 1996 Barcellona, Spagna 800 000 $ - Terra rossa - 56S/28D Singolare - Doppio                                  | Thomas Muster 6-3 4-6 6-4 6-1                    | Marcelo Ríos                   | Carlos Moyá Jim Courier          | Francisco Roig Alberto Berasategui Magnus Larsson Todd Martin         |
| 15 aprile | Torneo Godó 1996 Barcellona, Spagna 800 000 $ - Terra rossa - 56S/28D Singolare - Doppio                                  | Luis Lobo Javier Sánchez 2-6 6-4 6-4             | Neil Broad Piet Norval         | Carlos Moyá Jim Courier          | Francisco Roig Alberto Berasategui Magnus Larsson Todd Martin         |
| 15 aprile | Bermuda Open 1996 Bermuda, Bermuda 303 000 $ - Terra rossa - 32S/16D Singolare - Doppio                                   | MaliVai Washington 6(6)–7 6-4 7-5                | Marcelo Filippini              | Mariano Zabaleta Javier Frana    | Bill Behrens Dirk Dier Vince Spadea Mats Wilander                     |
| 15 aprile | Bermuda Open 1996 Bermuda, Bermuda 303 000 $ - Terra rossa - 32S/16D Singolare - Doppio                                   | Jan Apell Brent Haygarth 3-6 6-1 6-3             | Pat Cash Patrick Rafter        | Mariano Zabaleta Javier Frana    | Bill Behrens Dirk Dier Vince Spadea Mats Wilander                     |
| 15 aprile | Japan Open Tennis Championships 1996 Tokyo, Giappone 935 000 $ - Cemento - 56S/28D Singolare - Doppio                     | Pete Sampras 6-4 7-5                             | Richey Reneberg                | Mark Woodforde Hendrik Dreekmann | Guy Forget Thomas Enqvist Richard Krajicek Michael Chang              |
| 15 aprile | Japan Open Tennis Championships 1996 Tokyo, Giappone 935 000 $ - Cemento - 56S/28D Singolare - Doppio                     | Todd Woodbridge Mark Woodforde 6-1 7-6           | Mark Knowles Rick Leach        | Mark Woodforde Hendrik Dreekmann | Guy Forget Thomas Enqvist Richard Krajicek Michael Chang              |
| 22 aprile | Seoul Open 1996 Seul, Corea del Sud 203 000 $ - Cemento - 32S/16D Singolare - Doppio                                      | Byron Black 7–6(3) 6-3                           | Martin Damm                    | Tim Henman Ján Krošlák           | Gianluca Pozzi Shūzō Matsuoka Oleg Ogorodov Greg Rusedski             |
| 22 aprile | Seoul Open 1996 Seul, Corea del Sud 203 000 $ - Cemento - 32S/16D Singolare - Doppio                                      | Rick Leach Jonathan Stark 6-4 6-4                | Kent Kinnear Kevin Ullyett     | Tim Henman Ján Krošlák           | Gianluca Pozzi Shūzō Matsuoka Oleg Ogorodov Greg Rusedski             |
| 22 aprile | Monte Carlo Open 1996 Monte Carlo, Monaco 1 950 000 $ - Terra rossa - 56S/28D Singolare - Doppio                          | Thomas Muster 6-3 5-7 4-6 6-3 6-2                | Albert Costa                   | Cédric Pioline Marcelo Ríos      | Sjeng Schalken Carlos Costa Magnus Gustafsson Félix Mantilla          |
| 22 aprile | Monte Carlo Open 1996 Monte Carlo, Monaco 1 950 000 $ - Terra rossa - 56S/28D Singolare - Doppio                          | Ellis Ferreira Jan Siemerink 6-2 6-7 6-2         | Jonas Björkman Nicklas Kulti   | Cédric Pioline Marcelo Ríos      | Sjeng Schalken Carlos Costa Magnus Gustafsson Félix Mantilla          |
| 29 aprile | Verizon Tennis Challenge 1996 Atlanta, Georgia, USA 303 000 $ - Terra rossa - 32S/16D Singolare - Doppio                  | Karim Alami 6-3 6-4                              | Nicklas Kulti                  | Michael Chang Richey Reneberg    | Fernando Meligeni Javier Frana Vince Spadea Bryan Shelton             |
| 29 aprile | Verizon Tennis Challenge 1996 Atlanta, Georgia, USA 303 000 $ - Terra rossa - 32S/16D Singolare - Doppio                  | Christo van Rensburg David Wheaton 7-6 6-2       | Bill Behrens Matt Lucena       | Michael Chang Richey Reneberg    | Fernando Meligeni Javier Frana Vince Spadea Bryan Shelton             |
| 29 aprile | ATP Praga 1996 Praga, Repubblica Ceca 340 000 $ - Terra rossa - 32S/16D Singolare - Doppio                                | Evgenij Kafel'nikov 7-5 1-6 6-3                  | Bohdan Ulihrach                | Emilio Sánchez Christian Ruud    | Alberto Martín Michal Tabara Daniel Vacek Javier Sánchez              |
| 29 aprile | ATP Praga 1996 Praga, Repubblica Ceca 340 000 $ - Terra rossa - 32S/16D Singolare - Doppio                                | Evgenij Kafel'nikov Vacek 6-3 6-7 6-3            | Luis Lobo Javier Sánchez       | Emilio Sánchez Christian Ruud    | Alberto Martín Michal Tabara Daniel Vacek Javier Sánchez              |
| 29 aprile | Internazionali di Tennis di Baviera 1996 Monaco di Baviera, Germania 400 000 $ - Terra rossa - 32S/16D Singolare - Doppio | Sláva Doseděl 6-4 4-6 6-3                        | Carlos Moyá                    | Thomas Muster Boris Becker       | Mark Philippoussis Goran Ivanišević Hernán Gumy Bernd Karbacher       |
| 29 aprile | Internazionali di Tennis di Baviera 1996 Monaco di Baviera, Germania 400 000 $ - Terra rossa - 32S/16D Singolare - Doppio | Lan Bale Stephen Noteboom 4-6 7-6 6-4            | Olivier Delaître Diego Nargiso | Thomas Muster Boris Becker       | Mark Philippoussis Goran Ivanišević Hernán Gumy Bernd Karbacher       |

### Maggio
| Settimana | Torneo | Vincitore                                | Finalista                    | Semifinalisti                    | Eliminati ai quarti                                           |
| --------- | --- | ---------------------------------------- | ---------------------------- | -------------------------------- | ------------------------------------------------------------- |
| 6 maggio  | ATP German Open 1996 Amburgo, Germania 1 950 000 $ - Terra Singolare - Doppio                              | Roberto Carretero 2-6 6-4 6-4 6-4        | Àlex Corretja                | Evgenij Kafel'nikov Marcelo Ríos | Gilbert Schaller Sergi Bruguera Wayne Ferreira Magnus Larsson |
| 6 maggio  | ATP German Open 1996 Amburgo, Germania 1 950 000 $ - Terra Singolare - Doppio                              | Mark Knowles Daniel Nestor 6-4 7-6       | Guy Forget Jakob Hlasek      | Evgenij Kafel'nikov Marcelo Ríos | Gilbert Schaller Sergi Bruguera Wayne Ferreira Magnus Larsson |
| 6 maggio  | U.S. Men's Clay Court Championships 1996 Pinehurst, USA 264 250 $ - Terra Singolare - Doppio               | Fernando Meligeni 6-4 6-2                | Mats Wilander                | Javier Frana Jason Stoltenberg   | Vince Spadea Jonas Björkman Richey Reneberg Patrick Rafter    |
| 6 maggio  | U.S. Men's Clay Court Championships 1996 Pinehurst, USA 264 250 $ - Terra Singolare - Doppio               | Pat Cash Patrick Rafter 6-2 6-3          | Ken Flach David Wheaton      | Javier Frana Jason Stoltenberg   | Vince Spadea Jonas Björkman Richey Reneberg Patrick Rafter    |
| 13 maggio | Internazionali d'Italia 1996 Roma, Italia 1 950 000 $ - Terra Singolare - Doppio                           | Thomas Muster 6-2 6-4 3-6 6-3            | Richard Krajicek             | Albert Costa Wayne Ferreira      | Marcelo Ríos Andrea Gaudenzi Andrij Medvedjev Stefan Edberg   |
| 13 maggio | Internazionali d'Italia 1996 Roma, Italia 1 950 000 $ - Terra Singolare - Doppio                           | Byron Black Grant Connell 6-2 6-3        | Libor Pimek Byron Talbot     | Albert Costa Wayne Ferreira      | Marcelo Ríos Andrea Gaudenzi Andrij Medvedjev Stefan Edberg   |
| 13 maggio | International Tennis Championships 1996 Coral Springs, Florida, USA 245 000 $ - Cemento Singolare - Doppio | Jason Stoltenberg 7–6(4) 2-6 7-5         | Chris Woodruff               | Javier Frana Magnus Gustafsson   | Richard Fromberg Michael Tebbutt Vince Spadea Sandon Stolle   |
| 13 maggio | International Tennis Championships 1996 Coral Springs, Florida, USA 245 000 $ - Cemento Singolare - Doppio | Todd Woodbridge Mark Woodforde 6-3 6-3   | Ivan Baron Brett Hansen-Dent | Javier Frana Magnus Gustafsson   | Richard Fromberg Michael Tebbutt Vince Spadea Sandon Stolle   |
| 20 maggio | ATP St. Pölten 1996 Sankt Pölten, Austria 400 000 $ - Terra Singolare - Doppio                             | Marcelo Ríos 6-2 6-4                     | Félix Mantilla               | Andrea Gaudenzi Sláva Doseděl    | Thomas Muster Kenneth Carlsen Stefan Edberg Francisco Clavet  |
| 20 maggio | ATP St. Pölten 1996 Sankt Pölten, Austria 400 000 $ - Terra Singolare - Doppio                             | Sláva Doseděl Pavel Vízner 6-7 6-4 6-3   | David Adams Menno Oosting    | Andrea Gaudenzi Sláva Doseděl    | Thomas Muster Kenneth Carlsen Stefan Edberg Francisco Clavet  |
| 27 maggio | Open di Francia 1996 Parigi, Francia Grande Slam 5 125 107 $ Terra Singolare - Doppio - Doppio misto       | Evgenij Kafel'nikov 7–6(4) 7-5 7–6(4)    | Michael Stich                | Pete Sampras Marc Rosset         | Jim Courier Richard Krajicek Bernd Karbacher Cédric Pioline   |
| 27 maggio | Open di Francia 1996 Parigi, Francia Grande Slam 5 125 107 $ Terra Singolare - Doppio - Doppio misto       | Evgenij Kafel'nikov Daniel Vacek 6-2 6-3 | Guy Forget Jakob Hlasek      | Pete Sampras Marc Rosset         | Jim Courier Richard Krajicek Bernd Karbacher Cédric Pioline   |

### Giugno
| Settimana | Torneo                                                                                                | Vincitore                                      | Finalista                        | Semifinalisti                    | Eliminati ai quarti                                                  |
| --------- | --- | ---------------------------------------------- | -------------------------------- | -------------------------------- | -------------------------------------------------------------------- |
| 10 giugno | Wilkinson Championships 1996 Rosmalen, Paesi Bassi 475 000 $ - Erba Singolare - Doppio                | Richey Reneberg 6-4 6-0                        | Stéphane Simian                  | Paul Haarhuis Jonas Björkman     | Leander Paes Richard Krajicek Jan Siemerink Frederik Fetterlein      |
| 10 giugno | Wilkinson Championships 1996 Rosmalen, Paesi Bassi 475 000 $ - Erba Singolare - Doppio                | Paul Kilderry Pavel Vízner 7-5 6-3             | Anders Järryd Daniel Nestor      | Paul Haarhuis Jonas Björkman     | Leander Paes Richard Krajicek Jan Siemerink Frederik Fetterlein      |
| 10 giugno | Oporto Open 1996 Porto, Portogallo 400 000 $ - Terra Singolare - Doppio                               | Félix Mantilla 6(5)–7 6-4 6-3                  | Hernán Gumy                      | Carlos Moyá Christian Ruud       | Johan Van Herck Tomás Carbonell Stefano Pescosolido Richard Fromberg |
| 10 giugno | Oporto Open 1996 Porto, Portogallo 400 000 $ - Terra Singolare - Doppio                               | Emanuel Couto Bernardo Mota 4-6 6-4 6-4        | Joshua Eagle Andrew Florent      | Carlos Moyá Christian Ruud       | Johan Van Herck Tomás Carbonell Stefano Pescosolido Richard Fromberg |
| 10 giugno | Queen's Club Championships 1996 Londra, Gran Bretagna 675 000 $ - Erba Singolare - Doppio             | Boris Becker 6-4 7–6(3)                        | Stefan Edberg                    | Thomas Muster Wayne Ferreira     | Mark Woodforde Todd Martin Michael Stich Patrick Rafter              |
| 10 giugno | Queen's Club Championships 1996 Londra, Gran Bretagna 675 000 $ - Erba Singolare - Doppio             | Todd Woodbridge Mark Woodforde 6-2 6-7 6-3     | Sébastien Lareau Alex O'Brien    | Thomas Muster Wayne Ferreira     | Mark Woodforde Todd Martin Michael Stich Patrick Rafter              |
| 17 giugno | ATP Bologna Outdoor 1996 Bologna, Italia 303 000 $ - Terra Singolare - Doppio                         | Alberto Berasategui 6-3 6-4                    | Carlos Costa                     | Bohdan Ulihrach Francisco Clavet | Jimy Szymanski Javier Sánchez Andrej Česnokov Karim Alami            |
| 17 giugno | ATP Bologna Outdoor 1996 Bologna, Italia 303 000 $ - Terra Singolare - Doppio                         | Brent Haygarth Christo van Rensburg 6-1 6-4    | Karim Alami Gábor Köves          | Bohdan Ulihrach Francisco Clavet | Jimy Szymanski Javier Sánchez Andrej Česnokov Karim Alami            |
| 17 giugno | Halle Open 1996 Halle, Germania 875 000 $ - Erba Singolare - Doppio                                   | Nicklas Kulti 6(5)–7 6-3 6-4                   | Evgenij Kafel'nikov              | Richey Reneberg Daniel Vacek     | Brett Steven Jim Courier Magnus Gustafsson Magnus Larsson            |
| 17 giugno | Halle Open 1996 Halle, Germania 875 000 $ - Erba Singolare - Doppio                                   | Byron Black Grant Connell 6-2 6-7 6-3          | Evgenij Kafel'nikov Daniel Vacek | Richey Reneberg Daniel Vacek     | Brett Steven Jim Courier Magnus Gustafsson Magnus Larsson            |
| 17 giugno | Nottingham Open 1996 Nottingham, Gran Bretagna 303 000 $ - Erba Singolare - Doppio                    | Jan Siemerink 6-3 7-6(0)                       | Sandon Stolle                    | Todd Woodbridge Greg Rusedski    | Mark Petchey Vince Spadea Tim Henman Shūzō Matsuoka                  |
| 17 giugno | Nottingham Open 1996 Nottingham, Gran Bretagna 303 000 $ - Erba Singolare - Doppio                    | Mark Petchey Danny Sapsford 6-7 7-6 6-4        | Neil Broad Piet Norval           | Todd Woodbridge Greg Rusedski    | Mark Petchey Vince Spadea Tim Henman Shūzō Matsuoka                  |
| 24 giugno | Torneo di Wimbledon 1996 Londra, Gran Bretagna Grand Slam 4 736 161 $ Erba Singolare - Doppio - Misto | Richard Krajicek 6-3 6-4 6-3                   | MaliVai Washington               | Jason Stoltenberg Todd Martin    | Pete Sampras Goran Ivanišević Tim Henman Alex Rădulescu              |
| 24 giugno | Torneo di Wimbledon 1996 Londra, Gran Bretagna Grand Slam 4 736 161 $ Erba Singolare - Doppio - Misto | Mark Woodforde Todd Woodbridge 4-6 6-1 6-3 6-2 | Byron Black Grant Connell        | Jason Stoltenberg Todd Martin    | Pete Sampras Goran Ivanišević Tim Henman Alex Rădulescu              |

### Luglio
| Settimana | Torneo                                                                                                | Vincitore                                    | Finalista                         | Semifinalista                               | Semifinalista                             | Eliminati nei quarti                                                 | Eliminati nei quarti                                                 |
| --------- | --- | -------------------------------------------- | --------------------------------- | ------------------------------------------- | ----------------------------------------- | -------------------------------------------------------------------- | -------------------------------------------------------------------- |
| 8 luglio  | Swiss Open Gstaad 1996 Gstaad, Svizzera 525 000 $ - Terra Singolare - Doppio                          | Albert Costa 4-6 7–6(2) 6-1 6-0              | Félix Mantilla                    | Evgenij Kafel'nikov Bohdan Ulihrach         | Evgenij Kafel'nikov Bohdan Ulihrach       | Francisco Clavet Renzo Furlan Sergi Bruguera Alberto Berasategui     | Francisco Clavet Renzo Furlan Sergi Bruguera Alberto Berasategui     |
| 8 luglio  | Swiss Open Gstaad 1996 Gstaad, Svizzera 525 000 $ - Terra Singolare - Doppio                          | Jiří Novák Pavel Vízner 4-6 7-6 7-6          | Trevor Kronemann David Macpherson | Evgenij Kafel'nikov Bohdan Ulihrach         | Evgenij Kafel'nikov Bohdan Ulihrach       | Francisco Clavet Renzo Furlan Sergi Bruguera Alberto Berasategui     | Francisco Clavet Renzo Furlan Sergi Bruguera Alberto Berasategui     |
| 8 luglio  | Hall of Fame Tennis Championships 1996 Newport, Rhode Island, USA 230 000 $ - Erba Singolare - Doppio | Nicolás Pereira 4-6 6-4 6-4                  | Grant Stafford                    | Leander Paes Daniel Nestor                  | Leander Paes Daniel Nestor                | Byron Black Andrej Ol'chovskij Marcos Ondruska David Nainkin         | Byron Black Andrej Ol'chovskij Marcos Ondruska David Nainkin         |
| 8 luglio  | Hall of Fame Tennis Championships 1996 Newport, Rhode Island, USA 230 000 $ - Erba Singolare - Doppio | Marius Barnard Piet Norval 6-7 6-4 6-4       | Paul Kilderry Michael Tebbutt     | Leander Paes Daniel Nestor                  | Leander Paes Daniel Nestor                | Byron Black Andrej Ol'chovskij Marcos Ondruska David Nainkin         | Byron Black Andrej Ol'chovskij Marcos Ondruska David Nainkin         |
| 8 luglio  | Swedish Open 1996 Båstad, Svezia 303 000 $ - Terra Singolare - Doppio                                 | Magnus Gustafsson 6-1 6-3                    | Andrij Medvedjev                  | Stefan Edberg Carlos Costa                  | Stefan Edberg Carlos Costa                | Thomas Johansson Tomás Carbonell Galo Blanco Magnus Larsson          | Thomas Johansson Tomás Carbonell Galo Blanco Magnus Larsson          |
| 8 luglio  | Swedish Open 1996 Båstad, Svezia 303 000 $ - Terra Singolare - Doppio                                 | David Ekerot Jeff Tarango 6-4 3-6 6-4        | Joshua Eagle Peter Nyborg         | Stefan Edberg Carlos Costa                  | Stefan Edberg Carlos Costa                | Thomas Johansson Tomás Carbonell Galo Blanco Magnus Larsson          | Thomas Johansson Tomás Carbonell Galo Blanco Magnus Larsson          |
| 15 luglio | Mercedes Cup 1996 Stoccarda, Germania 915 000 $ - Terra Singolare - Doppio                            | Thomas Muster 6-2 6-2 6-4                    | Evgenij Kafel'nikov               | Alberto Berasategui Àlex Corretja           | Alberto Berasategui Àlex Corretja         | Francisco Clavet Marc-Kevin Goellner Aleksandr Volkov Félix Mantilla | Francisco Clavet Marc-Kevin Goellner Aleksandr Volkov Félix Mantilla |
| 15 luglio | Mercedes Cup 1996 Stoccarda, Germania 915 000 $ - Terra Singolare - Doppio                            | Libor Pimek Byron Talbot 6-4 7-6             | Tomás Carbonell Francisco Roig    | Alberto Berasategui Àlex Corretja           | Alberto Berasategui Àlex Corretja         | Francisco Clavet Marc-Kevin Goellner Aleksandr Volkov Félix Mantilla | Francisco Clavet Marc-Kevin Goellner Aleksandr Volkov Félix Mantilla |
| 15 luglio | Washington Open 1996 Washington, USA 550 000 $ - Cemento Singolare - Doppio                           | Michael Chang 6-2 6-4                        | Wayne Ferreira                    | Renzo Furlan Kenneth Carlsen                | Renzo Furlan Kenneth Carlsen              | Patrick Rafter Richey Reneberg Neville Godwin Paul Haarhuis          | Patrick Rafter Richey Reneberg Neville Godwin Paul Haarhuis          |
| 15 luglio | Washington Open 1996 Washington, USA 550 000 $ - Cemento Singolare - Doppio                           | Grant Connell Scott Davis 6-4 7-6            | Doug Flach Chris Woodruff         | Renzo Furlan Kenneth Carlsen                | Renzo Furlan Kenneth Carlsen              | Patrick Rafter Richey Reneberg Neville Godwin Paul Haarhuis          | Patrick Rafter Richey Reneberg Neville Godwin Paul Haarhuis          |
| 22 luglio | Tennis ai Giochi della XXVI Olimpiade Atlanta, Georgia, USA Olimpiadi Cemento                         |                                              |                                   |                                             | Quarto posto                              | Wayne Ferreira Renzo Furlan MaliVai Washington Andrej Ol'chovskij    |                                                                      |
| 22 luglio | Tennis ai Giochi della XXVI Olimpiade Atlanta, Georgia, USA Olimpiadi Cemento                         | Andre Agassi 6-2, 6-3, 6-1                   | Sergi Bruguera                    | Leander Paes 3-6, 6-2, 6-4                  | Fernando Meligeni                         | Wayne Ferreira Renzo Furlan MaliVai Washington Andrej Ol'chovskij    |                                                                      |
| 22 luglio | Tennis ai Giochi della XXVI Olimpiade Atlanta, Georgia, USA Olimpiadi Cemento                         | Mark Woodforde Todd Woodbridge 6-4, 6-4, 6-2 | Neil Broad Tim Henman             | Marc-Kevin Goellner David Prinosil 6-2, 7-5 | Jacco Eltingh Paul Haarhuis               | Wayne Ferreira Renzo Furlan MaliVai Washington Andrej Ol'chovskij    |                                                                      |
| 22 luglio | Austrian Open 1996 Kitzbühel, Austria 400 000 $ - Terra Singolare - Doppio                            | Alberto Berasategui 6-2 6-4 6-4              | Àlex Corretja                     | Emilio Benfele Álvarez Juan Albert Viloca   | Emilio Benfele Álvarez Juan Albert Viloca | Thomas Muster Franco Squillari Filip Dewulf Nicolas Kiefer           | Thomas Muster Franco Squillari Filip Dewulf Nicolas Kiefer           |
| 22 luglio | Austrian Open 1996 Kitzbühel, Austria 400 000 $ - Terra Singolare - Doppio                            | Libor Pimek Byron Talbot 6-7 7-6 6-4         | David Adams Menno Oosting         | Emilio Benfele Álvarez Juan Albert Viloca   | Emilio Benfele Álvarez Juan Albert Viloca | Thomas Muster Franco Squillari Filip Dewulf Nicolas Kiefer           | Thomas Muster Franco Squillari Filip Dewulf Nicolas Kiefer           |
| 29 luglio | Dutch Open 1996 Amsterdam, Paesi Bassi 475 000 $ - Terra Singolare - Doppio                           | Francisco Clavet 7-5 6-1 6-1                 | Younes El Aynaoui                 | Adrian Voinea Dennis van Scheppingen        | Adrian Voinea Dennis van Scheppingen      | Sláva Doseděl Félix Mantilla Carlos Moyá Hernán Gumy                 | Sláva Doseděl Félix Mantilla Carlos Moyá Hernán Gumy                 |
| 29 luglio | Countrywide Classic 1996 Los Angeles, California, USA 303 000 $ - Cemento Singolare - Doppio          | Michael Chang 6-4 6-3                        | Richard Krajicek                  | Stefan Edberg Sandon Stolle                 | Stefan Edberg Sandon Stolle               | Stefano Pescosolido Scott Draper Alex O'Brien Jonas Björkman         | Stefano Pescosolido Scott Draper Alex O'Brien Jonas Björkman         |
| 29 luglio | Countrywide Classic 1996 Los Angeles, California, USA 303 000 $ - Cemento Singolare - Doppio          | Marius Barnard Piet Norval 7-5 6-2           | Jonas Björkman Nicklas Kulti      | Stefan Edberg Sandon Stolle                 | Stefan Edberg Sandon Stolle               | Stefano Pescosolido Scott Draper Alex O'Brien Jonas Björkman         | Stefano Pescosolido Scott Draper Alex O'Brien Jonas Björkman         |

### Agosto
| Settimana             | Torneo | Vincitore                                  | Finalista                                       | Semifinalisti                      | Eliminati ai quarti                                              |
| --------------------- | --- | ------------------------------------------ | ----------------------------------------------- | ---------------------------------- | ---------------------------------------------------------------- |
| 5 agosto              | Internazionali di Tennis di San Marino 1996 San Marino, San Marino World Series 275 000 $ - Terra - 32S/16D Singolare - Doppio | Albert Costa 7–6(7) 6-3                    | Félix Mantilla                                  | Marcelo Charpentier Javier Sánchez | Adrian Voinea Gilbert Schaller Christian Ruud Sláva Doseděl      |
| 5 agosto              | Internazionali di Tennis di San Marino 1996 San Marino, San Marino World Series 275 000 $ - Terra - 32S/16D Singolare - Doppio | Pablo Albano Lucas Arnold Ker 6-1 6-3      | Mariano Hood Sebastián Prieto                   | Marcelo Charpentier Javier Sánchez | Adrian Voinea Gilbert Schaller Christian Ruud Sláva Doseděl      |
| 5 agosto              | Cincinnati Open 1996 Cincinnati, Ohio, Stati Uniti Super 9 1 950 000 $ - Cemento - 56S/28D Singolare - Doppio                  | Andre Agassi 7–6(4) 6-4                    | Michael Chang                                   | Thomas Enqvist Thomas Muster       | Pete Sampras Goran Ivanišević Evgenij Kafel'nikov Wayne Ferreira |
| 5 agosto              | Cincinnati Open 1996 Cincinnati, Ohio, Stati Uniti Super 9 1 950 000 $ - Cemento - 56S/28D Singolare - Doppio                  | Mark Knowles Daniel Nestor 6-2 7-5         | Sandon Stolle Cyril Suk                         | Thomas Enqvist Thomas Muster       | Pete Sampras Goran Ivanišević Evgenij Kafel'nikov Wayne Ferreira |
| 12 agosto             | RCA Championships 1996 Indianapolis, Indiana, USA Championship Series 915 000 $ - Cemento - 56S/28D Singolare - Doppio         | Pete Sampras 7–6(3) 7-5                    | Goran Ivanišević                                | Bohdan Ulihrach Todd Martin        | Tommy Haas Àlex Corretja Thomas Enqvist Lionel Roux              |
| 12 agosto             | RCA Championships 1996 Indianapolis, Indiana, USA Championship Series 915 000 $ - Cemento - 56S/28D Singolare - Doppio         | Jim Grabb Richey Reneberg 6-0 7-5          | Petr Korda Cyril Suk                            | Bohdan Ulihrach Todd Martin        | Tommy Haas Àlex Corretja Thomas Enqvist Lionel Roux              |
| 12 agosto             | ATP Volvo International 1996 New Haven, Connecticut, USA Championship Series 915 000 $ - Cemento - 56S/28D Singolare - Doppio  | Alex O'Brien 7–6(6) 6-4                    | Jan Siemerink                                   | Mark Philippoussis Wayne Ferreira  | Evgenij Kafel'nikov Marc Rosset Daniel Vacek Richard Krajicek    |
| 12 agosto             | ATP Volvo International 1996 New Haven, Connecticut, USA Championship Series 915 000 $ - Cemento - 56S/28D Singolare - Doppio  | Byron Black Grant Connell 6-4 6-2          | Jonas Björkman Nicklas Kulti                    | Mark Philippoussis Wayne Ferreira  | Evgenij Kafel'nikov Marc Rosset Daniel Vacek Richard Krajicek    |
| 12 agosto             | Croatia Open Umag 1996 Umago, Croazia World Series 375 000 $ - Terra - 32S/16D Singolare - Doppio                              | Carlos Moyá 6-0 7–6(4)                     | Félix Mantilla                                  | Sláva Doseděl Christian Ruud       | Albert Costa Gilbert Schaller Marcos Górriz Gustavo Kuerten      |
| 12 agosto             | Croatia Open Umag 1996 Umago, Croazia World Series 375 000 $ - Terra - 32S/16D Singolare - Doppio                              | Pablo Albano Luis Lobo 6-4 6-1             | Ģirts Dzelde Udo Plamberger                     | Sláva Doseděl Christian Ruud       | Albert Costa Gilbert Schaller Marcos Górriz Gustavo Kuerten      |
| 19 agosto             | Waldbaum's Hamlet Cup 1996 Long Island, New York, Stati Uniti World Series 225 000 $ - Cemento - 32S/16D Singolare - Doppio    | Andrij Medvedjev 7-5 6-3                   | Martin Damm                                     | Karol Kučera Adrian Voinea         | Michael Chang Jonathan Stark Michael Joyce Thomas Johansson      |
| 19 agosto             | Waldbaum's Hamlet Cup 1996 Long Island, New York, Stati Uniti World Series 225 000 $ - Cemento - 32S/16D Singolare - Doppio    | Luke Jensen Murphy Jensen 6-3 7-6          | Hendrik Dreekmann Aleksandr Vladimirovič Volkov | Karol Kučera Adrian Voinea         | Michael Chang Jonathan Stark Michael Joyce Thomas Johansson      |
| 19 agosto             | Canada Open 1996 Toronto, Canada Super 9 1 750 000 $ - Cemento - 56S/28D Singolare - Doppio                                    | Wayne Ferreira 6-2 6-4                     | Todd Woodbridge                                 | Marcelo Ríos Todd Martin           | Mark Philippoussis Patrick Rafter Thomas Enqvist Alex O'Brien    |
| 19 agosto             | Canada Open 1996 Toronto, Canada Super 9 1 750 000 $ - Cemento - 56S/28D Singolare - Doppio                                    | Patrick Galbraith Paul Haarhuis 6-3 7-5    | Mark Knowles Daniel Nestor                      | Marcelo Ríos Todd Martin           | Mark Philippoussis Patrick Rafter Thomas Enqvist Alex O'Brien    |
| 26 agosto 2 settembre | US Open 1996 New York, USA Grande Slam 4 806 000 $ - Cemento - 128S/64D Singolare - Doppio - Doppio misto                      | Pete Sampras 6-1 6-4 7–6(3)                | Michael Chang                                   | Goran Ivanišević Andre Agassi      | Àlex Corretja Stefan Edberg Thomas Muster Javier Sánchez         |
| 26 agosto 2 settembre | US Open 1996 New York, USA Grande Slam 4 806 000 $ - Cemento - 128S/64D Singolare - Doppio - Doppio misto                      | Mark Woodforde Todd Woodbridge 4-6 7-6 7-6 | Jacco Eltingh Paul Haarhuis                     | Goran Ivanišević Andre Agassi      | Àlex Corretja Stefan Edberg Thomas Muster Javier Sánchez         |
| 26 agosto 2 settembre | US Open 1996 New York, USA Grande Slam 4 806 000 $ - Cemento - 128S/64D Singolare - Doppio - Doppio misto                      | Lisa Raymond Patrick Galbraith 7-6, 7-6    | Manon Bollegraf Rick Leach                      | Goran Ivanišević Andre Agassi      | Àlex Corretja Stefan Edberg Thomas Muster Javier Sánchez         |

### Settembre
| Settimana    | Torneo | Vincitore                                 | Finalista                      | Semifinalisti                   | Eliminati ai quarti                                              |
| ------------ | --- | ----------------------------------------- | ------------------------------ | ------------------------------- | ---------------------------------------------------------------- |
| 9 settembre  | Colombia Open 1996 Bogotà, Colombia World Series 303 000 $ - Terra - 32S/16D Singolare - Doppio                       | Thomas Muster 6(6)–7 6-2 6-3              | Nicolás Lapentti               | Lucas Arnold Ker Mauricio Hadad | Ramón Delgado Eyal Ran Alejandro Hernández Sjeng Schalken        |
| 9 settembre  | Colombia Open 1996 Bogotà, Colombia World Series 303 000 $ - Terra - 32S/16D Singolare - Doppio                       | Nicolás Pereira David Rikl 6-3 7-6        | Pablo Campana Nicolás Lapentti | Lucas Arnold Ker Mauricio Hadad | Ramón Delgado Eyal Ran Alejandro Hernández Sjeng Schalken        |
| 9 settembre  | Romanian Open 1996 Bucarest, Romania World Series 475 000 $ - Terra - 32S/16D Singolare - Doppio                      | Alberto Berasategui 6-1 7–6(5)            | Carlos Moyá                    | Christian Ruud Andrei Pavel     | Dinu Pescariu Ion Moldovan Francisco Clavet Jiří Novák           |
| 9 settembre  | Romanian Open 1996 Bucarest, Romania World Series 475 000 $ - Terra - 32S/16D Singolare - Doppio                      | David Ekerot Jeff Tarango 7-6 7-6         | David Adams Menno Oosting      | Christian Ruud Andrei Pavel     | Dinu Pescariu Ion Moldovan Francisco Clavet Jiří Novák           |
| 9 settembre  | Bournemouth Open 1996 Bournemouth, Gran Bretagna World Series 375 000 $ - Terra - 32S/16D Singolare - Doppio          | Albert Costa 6(4)–7 6-2 6-2               | Marc-Kevin Goellner            | Magnus Norman Jason Stoltenberg | Danny Sapsford Sergi Bruguera Greg Rusedski Mariano Zabaleta     |
| 9 settembre  | Bournemouth Open 1996 Bournemouth, Gran Bretagna World Series 375 000 $ - Terra - 32S/16D Singolare - Doppio          | Marc-Kevin Goellner Greg Rusedski 6-3 7-6 | Rodolphe Gilbert Nuno Marques  | Magnus Norman Jason Stoltenberg | Danny Sapsford Sergi Bruguera Greg Rusedski Mariano Zabaleta     |
| 23 settembre | Swiss Indoors 1996 Basilea, Svizzera World Series 975 000 $ - Cemento (i) - 32S/16D Singolare - Doppio                | Pete Sampras 7-5 6-2 6-0                  | Hendrik Dreekmann              | Evgenij Kafel'nikov Jiří Novák  | Mikael Tillström Marc-Kevin Goellner Olivier Delaître Petr Korda |
| 23 settembre | Swiss Indoors 1996 Basilea, Svizzera World Series 975 000 $ - Cemento (i) - 32S/16D Singolare - Doppio                | Evgenij Kafel'nikov Daniel Vacek 6-3 6-4  | David Adams Menno Oosting      | Evgenij Kafel'nikov Jiří Novák  | Mikael Tillström Marc-Kevin Goellner Olivier Delaître Petr Korda |
| 23 settembre | Campionati Internazionali di Sicilia 1996 Palermo, Italia World Series 303 000 $ - Terra - 32S/16D Singolare - Doppio | Karim Alami 7-5 2-1 ret                   | Adrian Voinea                  | Johan Van Herck Marzio Martelli | Hicham Arazi Àlex Corretja Francisco Clavet Jordi Burillo        |
| 23 settembre | Campionati Internazionali di Sicilia 1996 Palermo, Italia World Series 303 000 $ - Terra - 32S/16D Singolare - Doppio | Andrew Kratzmann Marcos Ondruska 7-6 6-4  | Cristian Brandi Emilio Sánchez | Johan Van Herck Marzio Martelli | Hicham Arazi Àlex Corretja Francisco Clavet Jordi Burillo        |
| 30 settembre | Singapore Open 1996 Singapore, Singapore World Series 389 250 $ Singolare - Doppio                                    | Jonathan Stark 6-4 6-4                    | Michael Chang                  | Greg Rusedski Thomas Johansson  | Javier Frana Andrej Ol'chovskij Martin Sinner Richard Krajicek   |
| 30 settembre | Singapore Open 1996 Singapore, Singapore World Series 389 250 $ Singolare - Doppio                                    | Mark Woodforde Todd Woodbridge 7-6 7-6    | Martin Damm Andrej Ol'chovskij | Greg Rusedski Thomas Johansson  | Javier Frana Andrej Ol'chovskij Martin Sinner Richard Krajicek   |
| 30 settembre | Grand Prix de Tennis de Lyon 1996 Lione, Francia World Series 725 000 $ - Sintetico (i) - 32S/16D Singolare - Doppio  | Evgenij Kafel'nikov 7-5 6-3               | Arnaud Boetsch                 | Thomas Enqvist Tim Henman       | Lionel Roux Marcelo Ríos Karol Kučera Magnus Gustafsson          |
| 30 settembre | Grand Prix de Tennis de Lyon 1996 Lione, Francia World Series 725 000 $ - Sintetico (i) - 32S/16D Singolare - Doppio  | Jim Grabb Richey Reneberg 6-2 6-1         | Neil Broad Piet Norval         | Thomas Enqvist Tim Henman       | Lionel Roux Marcelo Ríos Karol Kučera Magnus Gustafsson          |
| 30 settembre | Marbella Open 1996 Marbella, Spagna World Series 303 000 $ - Terra - 32S/16D Singolare - Doppio                       | Marc-Kevin Goellner 7–6(4) 7–6(2)         | Àlex Corretja                  | Bernd Karbacher Félix Mantilla  | Marcos Górriz Marcelo Filippini Fernando Vicente Christian Ruud  |
| 30 settembre | Marbella Open 1996 Marbella, Spagna World Series 303 000 $ - Terra - 32S/16D Singolare - Doppio                       | Andrew Kratzmann Jack Waite 6-3 6-3 6-4   | Pablo Albano Lucas Arnold Ker  | Bernd Karbacher Félix Mantilla  | Marcos Górriz Marcelo Filippini Fernando Vicente Christian Ruud  |

### Ottobre
| Settimana  | Torneo | Vincitore                                | Finalista                        | Semifinalisti                   | Eliminati ai quarti                                            |
| ---------- | --- | ---------------------------------------- | -------------------------------- | ------------------------------- | -------------------------------------------------------------- |
| 7 ottobre  | Vienna Open 1996 Vienna, Austria Championship Series 675 000 $ - Sintetico (i) - 32S/16D Singolare - Doppio             | Boris Becker 6-4 6(7)–7 6-2 6-3          | Jan Siemerink                    | Arnaud Boetsch Todd Martin      | Stefan Edberg Evgenij Kafel'nikov Marc Rosset Goran Ivanišević |
| 7 ottobre  | Vienna Open 1996 Vienna, Austria Championship Series 675 000 $ - Sintetico (i) - 32S/16D Singolare - Doppio             | Evgenij Kafel'nikov Daniel Vacek 7-6 6-4 | Menno Oosting Pavel Vízner       | Arnaud Boetsch Todd Martin      | Stefan Edberg Evgenij Kafel'nikov Marc Rosset Goran Ivanišević |
| 7 ottobre  | China Open 1996 Pechino, Cina World Series 303 000 $ - Sintetico (i) - 32S/16D Singolare - Doppio                       | Greg Rusedski 7–6(5) 6-4                 | Martin Damm                      | Thomas Johansson Byron Black    | Scott Draper Hendrik Dreekmann Sjeng Schalken Gustavo Kuerten  |
| 7 ottobre  | China Open 1996 Pechino, Cina World Series 303 000 $ - Sintetico (i) - 32S/16D Singolare - Doppio                       | Martin Damm Andrej Ol'chovskij 6-4 7-5   | Patrik Kühnen Gary Muller        | Thomas Johansson Byron Black    | Scott Draper Hendrik Dreekmann Sjeng Schalken Gustavo Kuerten  |
| 14 ottobre | Ostrava Open 1996 Ostrava, Repubblica Ceca World Series 450 000 $ - Sintetico (i) - 32S/16D Singolare - Doppio          | David Prinosil 6-1 6-2                   | Petr Korda                       | Martin Damm Tim Henman          | Jiří Novák Michael Stich Todd Martin Wayne Ferreira            |
| 14 ottobre | Ostrava Open 1996 Ostrava, Repubblica Ceca World Series 450 000 $ - Sintetico (i) - 32S/16D Singolare - Doppio          | Cyril Suk Sandon Stolle 7-6 6-3          | Ján Krošlák Karol Kučera         | Martin Damm Tim Henman          | Jiří Novák Michael Stich Todd Martin Wayne Ferreira            |
| 14 ottobre | Tel Aviv Open 1996 Tel Aviv, Israele World Series 303 000 $ - Cemento - 32S/16D Singolare - Doppio                      | Javier Sánchez 6-4 7-5                   | Marcos Ondruska                  | MaliVai Washington Albert Costa | Grant Stafford Javier Frana Hernán Gumy Scott Draper           |
| 14 ottobre | Tel Aviv Open 1996 Tel Aviv, Israele World Series 303 000 $ - Cemento - 32S/16D Singolare - Doppio                      | Marcos Ondruska Grant Stafford           | Noam Behr Eyal Erlich            | MaliVai Washington Albert Costa | Grant Stafford Javier Frana Hernán Gumy Scott Draper           |
| 14 ottobre | Grand Prix de Tennis de Toulouse 1996 Tolosa, Francia World Series 375 000 $ - Cemento (i) - 32S/16D Singolare - Doppio | Mark Philippoussis 6-1 5-7 6-4           | Magnus Larsson                   | Marcelo Ríos Mark Woodforde     | Orlin Stanojčev Bernd Karbacher Hicham Arazi Cédric Pioline    |
| 14 ottobre | Grand Prix de Tennis de Toulouse 1996 Tolosa, Francia World Series 375 000 $ - Cemento (i) - 32S/16D Singolare - Doppio | Jacco Eltingh Paul Haarhuis 6-2 2-6 6-3  | Olivier Delaître Guillaume Raoux | Marcelo Ríos Mark Woodforde     | Orlin Stanojčev Bernd Karbacher Hicham Arazi Cédric Pioline    |
| 21 ottobre | Stuttgart Super 9 1996 Stoccarda, Germania Super 9 1 950 000 $ - Sintetico (i) - 48S/24D Singolare - Doppio             | Boris Becker 3-6 6-3 3-6 6-3 6-4         | Pete Sampras                     | Jan Siemerink Michael Chang     | Andre Agassi Goran Ivanišević Magnus Gustafsson Marcelo Ríos   |
| 21 ottobre | Stuttgart Super 9 1996 Stoccarda, Germania Super 9 1 950 000 $ - Sintetico (i) - 48S/24D Singolare - Doppio             | Sébastien Lareau Alex O'Brien 6-4 6-4    | Jacco Eltingh Paul Haarhuis      | Jan Siemerink Michael Chang     | Andre Agassi Goran Ivanišević Magnus Gustafsson Marcelo Ríos   |
| 28 ottobre | Paris Open 1996 Parigi, Francia Super 9 2 300 000 $ - Sintetico (i) - 48S/24D Singolare - Doppio                        | Thomas Enqvist 6-2 6-4 7-5               | Evgenij Kafel'nikov              | Magnus Gustafsson Petr Korda    | Marc Rosset Stefan Edberg Paul Haarhuis Arnaud Boetsch         |
| 28 ottobre | Paris Open 1996 Parigi, Francia Super 9 2 300 000 $ - Sintetico (i) - 48S/24D Singolare - Doppio                        | Jacco Eltingh Paul Haarhuis 6-2 6-4      | Evgenij Kafel'nikov Daniel Vacek | Magnus Gustafsson Petr Korda    | Marc Rosset Stefan Edberg Paul Haarhuis Arnaud Boetsch         |

### Novembre
| Settimana   | Torneo | Vincitore                                         | Finalista                     | Semifinalisti                      | Eliminati ai quarti                                                     |
| ----------- | --- | ------------------------------------------------- | ----------------------------- | ---------------------------------- | ----------------------------------------------------------------------- |
| 4 novembre  | Movistar Open 1996 Santiago, Cile World Series 203 000 $ - Terra - 32S/16D Singolare - Doppio                            | Hernán Gumy 6-4 7-5                               | Marcelo Ríos                  | Alberto Berasategui Félix Mantilla | Fernando Meligeni Marcelo Filippini Emilio Benfele Álvarez Oliver Gross |
| 4 novembre  | Movistar Open 1996 Santiago, Cile World Series 203 000 $ - Terra - 32S/16D Singolare - Doppio                            | Gustavo Kuerten Fernando Meligeni 6-4 6-2         | Dinu Pescariu Albert Portas   | Alberto Berasategui Félix Mantilla | Fernando Meligeni Marcelo Filippini Emilio Benfele Álvarez Oliver Gross |
| 4 novembre  | Stockholm Open 1996 Stoccolma, Svezia World Series 800 000 $ - Cemento (i) - 32S/16D Singolare - Doppio                  | Thomas Enqvist 7-5 6-4 7-6(0)                     | Todd Martin                   | Thomas Johansson Magnus Norman     | Greg Rusedski Patrik Fredriksson Vince Spadea Richey Reneberg           |
| 4 novembre  | Stockholm Open 1996 Stoccolma, Svezia World Series 800 000 $ - Cemento (i) - 32S/16D Singolare - Doppio                  | Patrick Galbraith Jonathan Stark 7-6 6-4          | Todd Martin Chris Woodruff    | Thomas Johansson Magnus Norman     | Greg Rusedski Patrik Fredriksson Vince Spadea Richey Reneberg           |
| 4 novembre  | Kremlin Cup 1996 Mosca, Russia World Series 1 125 000 $ - Sintetico (i) - 32S/16D Singolare - Doppio                     | Goran Ivanišević 3-6 6-1 6-3                      | Evgenij Kafel'nikov           | David Prinosil Alex O'Brien        | Byron Black Andrej Ol'chovskij Sjeng Schalken Petr Korda                |
| 4 novembre  | Kremlin Cup 1996 Mosca, Russia World Series 1 125 000 $ - Sintetico (i) - 32S/16D Singolare - Doppio                     | Rick Leach Andrej Ol'chovskij 4-6 6-1 6-2         | Jiří Novák David Rikl         | David Prinosil Alex O'Brien        | Byron Black Andrej Ol'chovskij Sjeng Schalken Petr Korda                |
| 13 novembre | ATP Tour World Doubles Championships 1996 Hartford, CT, USA ATP Tour Championships 500 000 $ - Sintetico (i) - 8D Doppio | Mark Woodforde Todd Woodbridge 6-4, 5-7, 6-2, 7-6 | Sébastien Lareau Alex O'Brien |                                    |                                                                         |
| 19 novembre | ATP Tour World Championships 1996 Hannover, Germania ATP Tour Championships 3 300 000 $ - Sintetico (i) - 8S Singolare   | Pete Sampras 3-6 7–6(5) 7–6(4) 6(11)–7 6-4        | Boris Becker                  | Goran Ivanišević Richard Krajicek  | Thomas Muster Michael Chang Evgenij Kafel'nikov Andre Agassi            |

### Dicembre
| Settimana  | Torneo | Vincitore                | Finalista        | Semifinalisti                  | Eliminati ai quarti                                        |
| ---------- | --- | ------------------------ | ---------------- | ------------------------------ | ---------------------------------------------------------- |
| 3 dicembre | Grand Slam Cup 1996 Monaco di Baviera, Germania Grand Slam Cup 6 000 000 $ - Sintetico (i) - 16S Singolare | Boris Becker 6-3 6-4 6-4 | Goran Ivanišević | Evgenij Kafel'nikov Tim Henman | Mark Woodforde Jim Courier Jakob Hlasek MaliVai Washington |

## Distribuzione punteggi
| Categoria           | Montepremi ($US)      | V   | F   | SF  | QF  | R16 | R32 | R64 | R128 |
| ------------------- | --------------------- | --- | --- | --- | --- | --- | --- | --- | ---- |
| Grande Slam         | 4,750,000 - 5,000,000 | 750 | 537 | 720 | 163 | 82  | 41  | 20  | 1    |
| Super 9             | 2,250,000 - 2,500,000 | 370 | 265 | 160 | 80  | 40  | 20  | 10  | 1    |
| Championship Series | 2,000,000             | 360 | 258 | 155 | 78  | 39  | 20  | 1   | -    |
| Championship Series | 1,875,000             | 350 | 250 | 150 | 75  | 38  | 19  | 1   | -    |
| Championship Series | 1,750,000             | 340 | 243 | 145 | 73  | 37  | 19  | 1   | -    |
| Championship Series | 1,625,000             | 330 | 235 | 140 | 70  | 35  | 18  | 1   | -    |
| Championship Series | 1,500,000             | 320 | 228 | 135 | 68  | 34  | 17  | 1   | -    |
| Championship Series | 1,375,000             | 310 | 220 | 130 | 65  | 33  | 17  | 1   | -    |
| Championship Series | 1,250,000             | 300 | 213 | 125 | 63  | 32  | 16  | 1   | -    |
| Championship Series | 1,125,000             | 290 | 205 | 120 | 60  | 30  | 15  | 1   | -    |
| Championship Series | 1,000,000             | 280 | 198 | 115 | 58  | 29  | 15  | 1   | -    |
| Championship Series | 875,000               | 270 | 190 | 110 | 55  | 28  | 14  | 1   | -    |
| Championship Series | 750,000               | 260 | 183 | 105 | 53  | 27  | 14  | 1   | -    |
| Championship Series | 625,000               | 250 | 175 | 100 | 50  | 25  | 13  | 1   | -    |
| World Series        | 1,375,000             | 250 | 183 | 115 | 58  | 29  | 15  | 1   | -    |
| World Series        | 1,250,000             | 240 | 175 | 110 | 55  | 28  | 14  | 1   | -    |
| World Series        | 1,125,000             | 230 | 168 | 105 | 53  | 27  | 14  | 1   | -    |
| World Series        | 1,000,000             | 220 | 160 | 100 | 50  | 25  | 13  | 1   | -    |
| World Series        | 875,000               | 210 | 153 | 95  | 48  | 24  | 12  | 1   | -    |
| World Series        | 750,000               | 200 | 145 | 90  | 45  | 23  | 12  | 1   | -    |
| World Series        | 625,000               | 190 | 138 | 85  | 43  | 22  | 11  | 1   | -    |
| World Series        | 550,000               | 180 | 130 | 80  | 40  | 20  | 10  | 1   | -    |
| World Series        | 475,000               | 170 | 123 | 75  | 38  | 19  | 10  | 1   | -    |
| World Series        | 400,000               | 160 | 115 | 70  | 35  | 18  | 9   | 1   | -    |
| World Series        | 325,000               | 150 | 108 | 65  | 33  | 17  | 1   | -   | -    |
| World Series        | 250,000               | 140 | 100 | 60  | 30  | 15  | 1   | -   | -    |
| World Series        | 175,000               | 130 | 93  | 55  | 28  | 14  | 1   | -   | -    |

## Debutti
- Arnaud Clément
- Gastón Gaudio
- Maks Mirny
- Radek Štěpánek